# Кавальо-Споча
Кава̀льо-Спо̀ча (на италиански: Cavaglio-Spoccia; на пиемонтски: Cavaj, Кавай, на местен диалект: Cavai e Spocia, Кавай е Спуча) е била община в Северна Италия, провинция Вербано-Кузио-Осола, регион Пиемонт.
Административен център на общината е било село Кавальо (Cavaglio), което е разположено на 415 m надморска височина. Сега територията е част от община Вале Канобина.